# Walter Dornberger

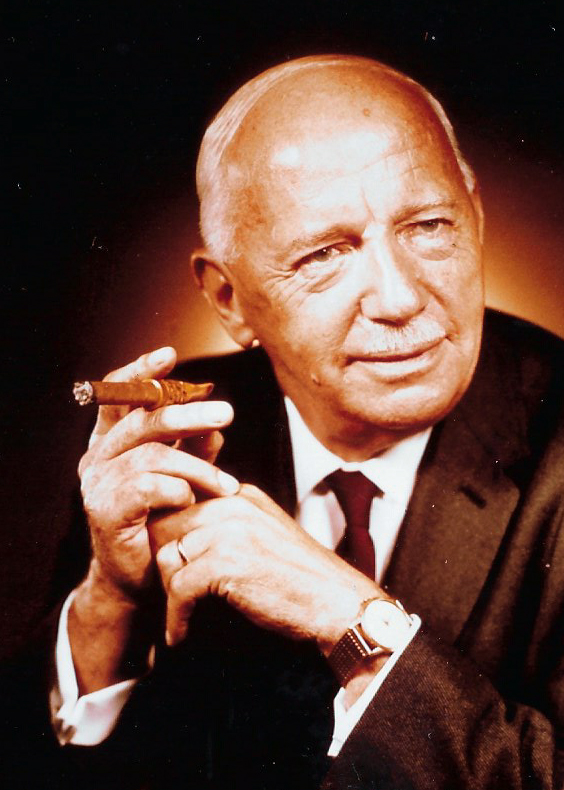
Walter Dornberger Nov 1962

Thiếu tướng Walter R. Dornberger (6 tháng 9 năm 1895 - 27 tháng 6 năm 1980) là một sĩ quan pháo binh quân đội Đức có sự nghiệp kéo dài trong Thế chiến thứ nhất và Đệ nhị thế chiến. Ông là một nhà lãnh đạo chương trình tên lửa V-2 của Đức Quốc Xã và các dự án khác tại Trung tâm Nghiên cứu Quân đội Peenemünde.
Dornberger sinh ra ở Gießen và gia nhập quân đội vào năm 1914. Vào tháng 10 năm 1918, khi còn là trung úy pháo binh, Dornberger bị bắt giữ bởi Thủy quân lục chiến Hoa Kỳ; đã trải qua hai năm trong một trại tù nhân chiến tranh của Pháp, và bị biệt giam vì cố gắng trốn thoát nhiều lần. Vào cuối những năm 1920, Dornberger hoàn thành một khóa học kỹ thuật tại Viện kỹ thuật Berlin, vào mùa xuân năm 1930, Dornberger tốt nghiệp sau năm năm với bằng thạc sĩ về kỹ thuật cơ khí từ Technische Hochschule Charlottenburg ở Berlin. Năm 1935, Dornberger nhận được bằng tiến sĩ danh dự.
Vào giữa tháng 8 năm 1945, sau khi tham gia Chiến dịch Backfire, Dornberger được hộ tống từ Cuxhaven đến London để thẩm vấn bởi Đơn vị điều tra tội phạm chiến tranh Anh liên quan đến việc sử dụng lao động nô lệ trong việc sản xuất tên lửa V-2; sau đó ông bị giam giữ trong hai năm tại Bridgend ở Nam Xứ Wales.
Cùng với một số nhà khoa học tên lửa khác của Đức, Dornberger đã được thả và đưa đến Hoa Kỳ dưới sự bảo trợ của Chiến dịch Paperclip, và làm việc cho Không quân Hoa Kỳ trong ba năm, phát triển tên lửa dẫn đường. Từ năm 1950 đến năm 1965, ông làm việc cho Tổng công ty Máy bay Bell, nơi ông làm việc cho một số dự án, thăng tiến lên vị trí phó chủ tịch. Ông đóng một vai trò quan trọng trong việc tạo ra các máy bay X-15 và tư vấn quan trọng cho dự án Boeing X-20 Dyna-Soar. Ông cũng có một vai trò trong việc tạo ra các ý tưởng và dự án, mà cuối cùng, dẫn đến việc tạo ra tàu con thoi. Dornberger cũng phát triển tên lửa ASM-A-2 của Bell, tên lửa không đối không hạt nhân đầu tiên trên thế giới được phát triển cho Bộ Tư lệnh Không quân Chiến lược. Trong những năm 1950, ông đã cùng với von Braun tuyển dụng một số kỹ sư trong nhóm Huntsville cho các dự án Không quân. Điều đáng chú ý nhất trong số đó là Krafft Ehricke, người sau này đã tạo ra tên lửa Centaur và tích cực tham gia vào một số dự án phòng thủ khác.
Sau khi về hưu, Dornberger đã đến Mexico và sau đó trở về Đức, nơi ông qua đời vào năm 1980 tại Baden-Württemberg.